# Just Hold Me
Just Hold Me (englisch für: „Halt mich nur“) ist ein Popsong der norwegischen Popsängerin Maria Mena aus dem Jahr 2006.

## Entstehung und Veröffentlichung
Die Interpretin Maria Mena und Arvid Solvang schrieben Just Hold Me. Arvid Solvang fungierte als Produzent. Die Erstveröffentlichung von Just Hold Me erfolgte am 28. Januar 2006 als Single beim Label Columbia Records. Am 20. März 2006 erschien es als Teil von Menas dritten Studioalbum Apparently Unaffected. Am 9. Juni 2007 interpretierte Mena das Lied in der ARD-Unterhaltungssendung Verstehen Sie Spaß?.
In dem Lied geht es um Trennungsschmerz nach einer endenden Liebesbeziehung. Das lyrische Ich fordert fragend sein Gegenüber auf, es einfach festzuhalten und fragt, weshalb dies so schwer sei und ob es ihm gefalle, es innerlich gebrochen zu sehen („And why can't you just hold me? And how come it is so hard? And do you like to see me broken? And why do I still care?“).
Das dazugehörige Musikvideo verzeichnet auf der Videoplattform YouTube über elf Millionen Aufrufe.

## Rezeption

### Chartplatzierungen
| ChartsChartplatzierungen | Höchstplatzierung | Wochen |
| ------------------------ | ----------------- | ------ |
| Deutschland (GfK)        | 14 (53 Wo.)       | 53     |
| Norwegen (IFPI)          | 2 (10 Wo.)        | 10     |
| Österreich (Ö3)          | 4 (43 Wo.)        | 43     |
| Schweiz (IFPI)           | 5 (26 Wo.)        | 26     |

| ChartsJahrescharts (2007) | Platzierung |
| ------------------------- | ----------- |
| Deutschland (GfK)         | 39          |
| Österreich (Ö3)           | 51          |

| ChartsJahrescharts (2008) | Platzierung |
| ------------------------- | ----------- |
| Österreich (Ö3)           | 55          |
| Schweiz (IFPI)            | 60          |

### Auszeichnungen für Musikverkäufe
| Land/Region        | Auszeichnungen für Musikverkäufe (Land/Region, Auszeichnung, Verkäufe) | Verkäufe |
| ------------------ | ---------------------------------------------------------------------- | -------- |
| Deutschland (BVMI) | Gold                                                                   | 150.000  |
| Schweiz (IFPI)     | Gold                                                                   | 15.000   |
| Insgesamt          | 2× Gold ·                                                              | 165.000  |